# Chajul
Chajul är en kommunhuvudort i Guatemala.   Den ligger i kommunen Municipio de Chajul och departementet Departamento del Quiché, i den centrala delen av landet, 110 km nordväst om huvudstaden Guatemala City. Chajul ligger 1 983 meter över havet och antalet invånare är 11 657.
Terrängen runt Chajul är kuperad åt sydost, men åt nordväst är den bergig. Runt Chajul är det ganska tätbefolkat, med 185 invånare per kvadratkilometer. Närmaste större samhälle är Nebaj, 14,9 km sydväst om Chajul. I omgivningarna runt Chajul växer i huvudsak städsegrön lövskog.